# Верховный суд Миннесоты
Верховный суд Миннесоты (англ. Minnesota Supreme Court) — высший орган судебной власти на территории штата Миннесота.
В Верховном суде может осуществляться пересмотр решений Апелляционного суда штата, Налогового суда штата, Апелляционного суда по компенсациям работникам штата. Также Верховный суд обладает юрисдикцией в отношении апелляций Совета по профессиональной ответственности юристов и Совета по судебным стандартам. Суд будет рассматривать прямую апелляцию на решение суда первой инстанции только по делам, связанным с убийством первой степени или оспариванием итогов выборов, во всех остальных случаях апелляции направляются в Апелляционный суд штата.

## История
До обретения статуса штата в Миннесоте существовал Территориальный верховный суд, который был учрежден законом 1849 года. Он состоял из трёх судей, назначенных президентом Закари Тейлором, ни один из них не был уроженцем Миннесоты. Верховный суд штата был создан в 1858 году одновременно с созданием штата и принятием Конституции. Конституцией было установлено, что Верховный суд создается с единственной целью принятия решений по апелляциям судов низшей инстанции.
Количество судей менялось с трёх во время основания до девяти в 1972 году. В 1982 году путем принятия конституционной поправки в Миннесоте были учреждены Промежуточный суд и Апелляционный суд Миннесоты, а количество судей в Верховном суде было сокращено до семи.
В настоящее время суд рассматривает около 900 апелляций в год и принимает пересмотр примерно по одному из восьми дел.

## Состав
Согласно конституции Миннесоты, кандидаты в судьи Верховного суда должны быть «сведущими в законе», никаких иных требований к кандидатам не предъявляется. Судьи избираются населением Миннесоты в ходе так называемых «беспартийных» выборов, то есть в бюллетенях для голосования не указывается партийная принадлежность кандидатов. В случае освобождения вакансии до очередных выборов губернатор Миннесоты имеет право назначить судью на эту вакансию. Отстранение судьи от должности может происходить через импичмент в легислатуре Миннесоты, решением Верховного суда по представлению Совета по судебным стандартам, или путём общенародного голосования за отзыв судьи.

## Судебный центр

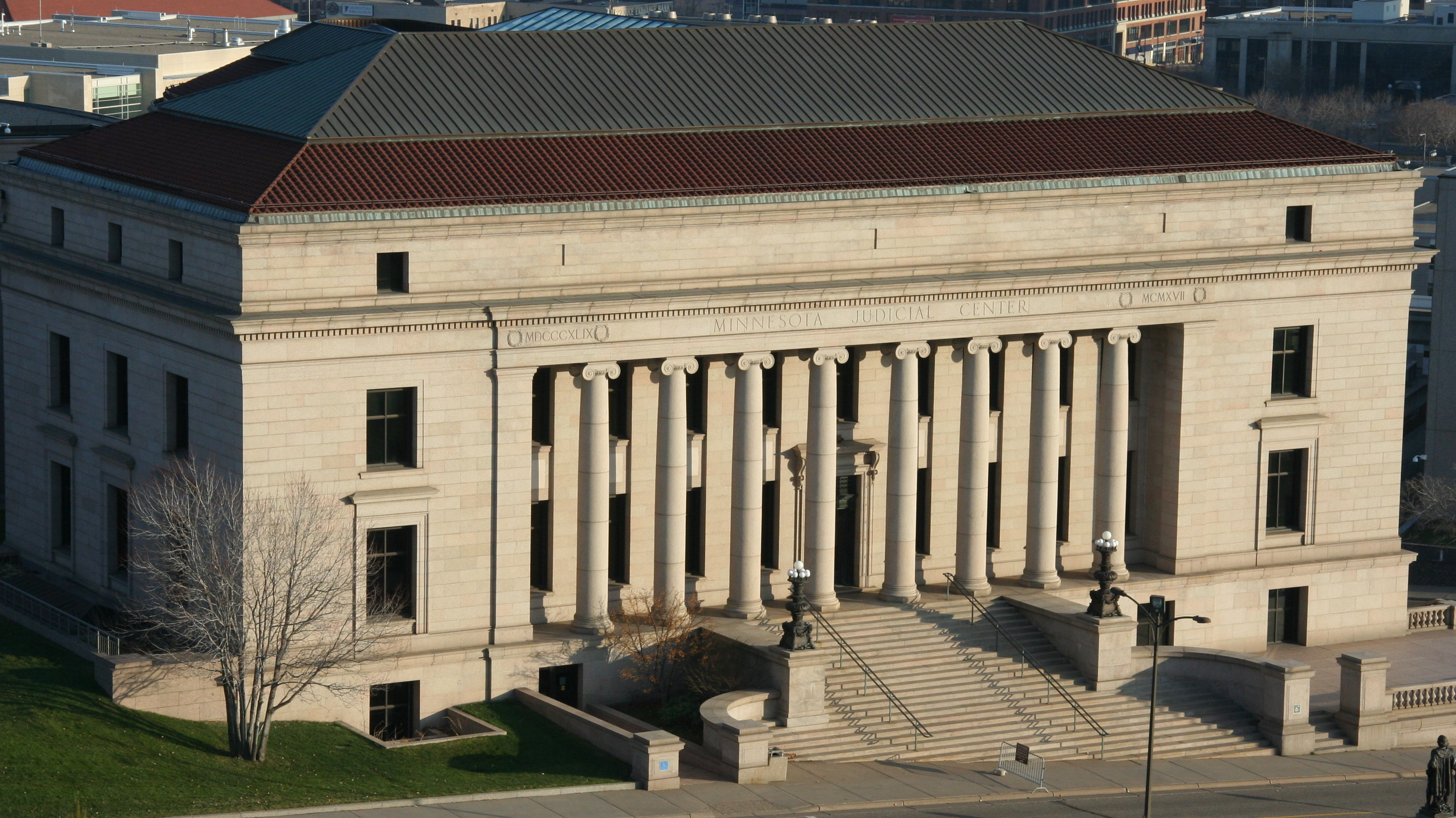
Судебный центр

Здание Судебного центра примыкает к Капитолию Миннесоты. В нём размещаются Верховный суд штата и Апелляционный суд, а также Апелляционный суд по компенсациям работникам и юридическая библиотека штата. Здание было построено в 1915 году. Оно внесено в Национальный реестр исторических мест США в 1973 году, как здание Исторического общества Миннесоты, поскольку было построено для этого учреждения и до 1992 года Историческое общество размещалось в нём. В 1992 году Историческое общество переехало в новое здание Исторического центра Миннесоты.
Заседания Верховного суда могут проходить как в Судебном центре, так и в отдельном зале в Капитолии Миннесоты.